# Ignatz von Gruben
Ignatz Wilhelm Marcellin von Gruben (* um 1794; † 24. November 1874 in Regensburg) war ein deutscher Richter und Politiker.

## Leben
Ignatz von Gruben wurde als Sohn des Hofrats Wilhelm Anton Gruben (* 15. Juni 1763; † 6. September 1828) und 
Maria Clara Josepha Thekla Meyer (* 1768) geboren. Sein Onkel war Abt Petrus von Gruben des Klosters Hardehausen.
Ignatz von Gruben studierte an der Ruprecht-Karls-Universität Heidelberg Rechtswissenschaft. 1814 wurde er Mitglied des Corps Guestphalia Heidelberg. Nach dem Studium schlug er die Richterlaufbahn ein. 1829 wurde er Landgerichtsassessor am Landgericht Düsseldorf. Er erhielt am 23. Mai 1829 die preußische Adelsanerkennung und wurde in die Adelsmatrikel der Rheinprovinz in die Klasse der Edelleute immatrikuliert (Nr. 135). 1833–1838 war er Oberlandesgerichtsrat am Oberlandesgericht Münster. Danach war er Appellationsgerichtsrat am Appellationsgerichtshof Köln.
Gruben saß von 1852 bis zu seiner Mandatsniederlegung am 1. November 1853 für den Wahlkreis Aachen IV und von 1855 bis 1858 für den Wahlkreis Aachen I im Preußischen Abgeordnetenhaus. Während seiner zweiten Mandatszeit gehört der der Fraktion der Linken an.
Der Politiker Franz Josef von Gruben war sein Sohn.